# 12654 Heinofalcke
12654 Heinofalcke eller 4118 T-3 är en asteroid i huvudbältet som upptäcktes den 16 oktober 1977 av den nederländsk-amerikanske astronomen Tom Gehrels och det nederländska astronomparet Ingrid van Houten-Groeneveld och Cornelis Johannes van Houten vid Palomarobservatoriet. Den är uppkallad efter radioastronomen Heino Falcke.
Den tillhör asteroidgruppen Eos.